# Luiz Pedro
Luiz Pedro de Oliveira e Silva (Juazeiro do Norte, 26 de fevereiro de 1953 — São Luís, 2 de junho de 2021) foi um jornalista e político brasileiro filiado ao Partido dos Trabalhadores (PT). Ele foi deputado estadual do Maranhão (1983–2007) e secretário-chefe do gabinete no governo Jackson Lago (2007–2009).

## Política
Ingressou na política em 1982 quando foi eleito deputado estadual pelo PMDB. Retornou à Assembleia eleito em 2002. 

## Morte
Luiz morreu em 2 de junho de 2021 em São Luís devido a um infarto.